# ヘルベルト・フォン・ビスマルク

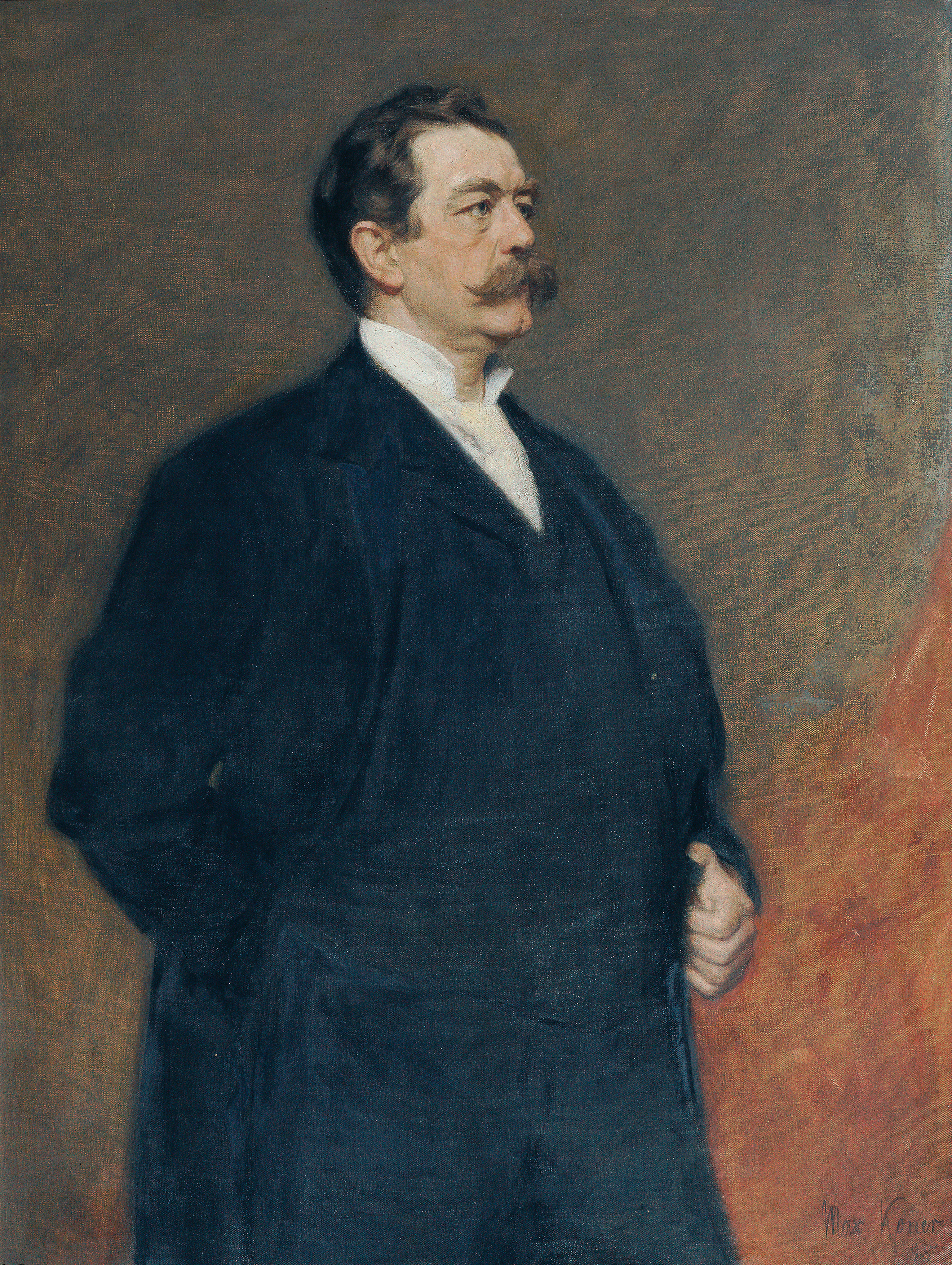
ヘルベルト・フォン・ビスマルク

ニコラウス・ハインリヒ・フェルディナント・ヘルベルト・フォン・ビスマルク侯爵（Nikolaus Heinrich Ferdinand Herbert Fürst von Bismarck、1849年12月28日 - 1904年9月18日）は、ドイツの軍人、政治家。

## 生涯
1849年、オットー・フォン・ビスマルク侯とその妻ヨハンナ・フォン・プットカマーの長男としてプロイセン王国のベルリンで生まれた。姉にマリー、弟にヴィルヘルムがいる。
1870年から1871年の普仏戦争には騎兵として参加し、マーズ＝ラ＝トゥールの戦いで左足に銃創を負った。
1873年、父オットーの勧めで外務省に入省する。はじめオットーの私設秘書となり、後に1882年にロンドン大使館、1884年にはサンクトペテルブルクとデン・ハーグの大使館に赴任した。1885年に外務次官、その翌年には外相となった。1890年にヴィルヘルム2世が帝国宰相の父を解任した2日後には、ヘルベルトも外相を辞任した。1893年、帝国党の帝国議会議員に選出された。
1881年、ベルリン社交界の花形として名高いエリーザベト・ツー・カロラート＝ボイテン侯爵夫人との結婚を望んだが、侯爵夫人がカトリック教徒の離婚経験者で、ヘルベルトより10歳も年上であったことから、オットーは許そうとしなかった。エリザベートの実家の家族中にビスマルクの政敵が多かったという点も結婚を認めさせない要因となった。オットーは涙ながらに長子相続権を剥奪すると脅して、エリーザベトとの結婚を諦めさせた。この苦い経験から、ヘルベルトはアルコール漬けになった。外務省の窓から外に銃を5発撃ったことがあり、その際誰かにあたったかもしれないと言われたヘルベルトは、「役人は常にイライラと不安に苛まれ続けないといけない。それが終わるのは仕事を辞める時だ」と答えた。1892年6月21日、魚雷の開発者として知られるロバート・ホワイトヘッドの孫娘マーガレット・ホヨス伯爵令嬢とウィーンで結婚した。
ボンの学生組合コール・ボルシア（Corps Borussia Bonn）のメンバーであった。
1898年7月30日、ベッドサイドで父の最期を看取った。

## 子女
- ハンナ・フォン・ビスマルク＝シェーンハウゼン（1893年 - 1971年、レオポルト・フォン・ブレドウと結婚）
- ゲーデラ・フォン・ビスマルク＝シェーンハウゼン（1896年 - 1981年、ヘルマン・フォン・カイザーリンクと結婚）
- オットー・フォン・ビスマルク侯（1897年 - 1975年、ナチ党、CDU所属の政治家）
- ゴットフリート・フォン・ビスマルク＝シェーンハウゼン伯（1901年 - 1949年、ナチ党の政治家）
- アルブレヒト・フォン・ビスマルク＝シェーンハウゼン伯（1903年 - 1970年）